# Tröllafoss
Tröllafoss (in lingua islandese: cascata del Troll) è una cascata alta 10 metri, situata nella regione del Höfuðborgarsvæðið, l'area metropolitana della capitale Reykjavík, nella parte sud-occidentale dell'Islanda.

## Descrizione
La cascata Tröllafoss, alta circa 10 metri, è situata lungo il corso del fiume Leirvogsá, un effluente del lago Leirvogsvatn, posto circa a metà strada tra Mosfellsbær, un sobborgo di Reykjavík, e il Þingvallavatn, il più grande lago di origine naturale dell'isola.
Il fiume risulta essere molto pescoso.

## Accesso
Da Reykjavik si prende la Hringvegur, la grande strada ad anello che contorna l'intera isola, in direzione di Þingvellir. Subito prima del paese  si gira a sinistra verso la valle Stardalur, seguendo la strada S36 Þingvallavegur. La strada termina diventando un sentiero di difficile accessibilità anche per le vetture fuoristrada, e che richiede anche il guado di un ruscello. La cascata è nascosta dietro una roccia.
In alternativa si può risalire per circa 1,5 km il fiume partendo dalla fattoria Skeggjastaðir, posta lungo la strada 4365 in direzione Hrafnholar.